# Raymond Goethals
Raymond Goethals (* 7. Oktober 1921 in Brüssel; † 6. Dezember 2004 ebenda) war ein belgischer Fußballtrainer. Mit zehn bedeutenden Titeln, von denen er die meisten erst in seinen späten Jahren errang, ist er der erfolgreichste Trainer seines Heimatlandes.

## Laufbahn

### Spieler
Als Spieler war er von früher Jugend an ab 1933 beim Daring Club de Bruxelles, einem Vorgängerverein des heutigen FC Brüssel. Von 1941 bis 1949 spielte er dabei als Torwart in der ersten Mannschaft. Danach wechselte er bis 1952 zu Racing Brüssel ehe er sich Crossing Schaerbeek anschloss, wo er seine Spielerlaufbahn ausklingen ließ.

### Belgischer Nationaltrainer
Seine erste Trainerstation trat er 1956 beim Provinzklub RFC Hannutois an. Bereits 1957 übernahm er den RS Waremme, den er binnen Jahresfrist zum Aufstieg in die dritte Liga führte, wenngleich die Klasse nur ein Jahr gehalten werden konnte. Danach verbrachte er ab 1959 sieben Jahre beim niedrig eingeschätzten St. Truiden, wo er 1965 mit der Vizemeisterschaft seinen ersten größeren Erfolg verbuchen konnte. Schon dort erhielt er den Beinamen „Tovenaar“, zu deutsch „Magier“.
1966 wurde er Assistent des seinerzeitigen belgischen Nationaltrainers Constant Vanden Stock, von dem er schließlich 1968 vollends die Verantwortung für die belgische Nationalmannschaft übernahm. Mit den „Roten Teufeln“, deren dominierender Akteur in jener Ära Belgiens „Spieler des Jahrhunderts“ Paul Van Himst war, überwand Goethals auf dem Weg zur Qualifikation für die Fußball-Weltmeisterschaft 1970 in Mexiko unter anderem den amtierenden Vizeeuropameister Jugoslawien und Spanien.
1972 führte er Belgien zum dritten Platz bei der Fußball-Europameisterschaft 1972. Auf dem Weg dahin schalteten die Belgier den Titelverteidiger Italien aus und scheiterten erst im Halbfinale am späteren Turniersieger Deutschland.
In den beiden Qualifikationsspielen zur Fußball-Weltmeisterschaft 1974 gegen den späteren Vizeweltmeister, die Niederländische Fußballnationalmannschaft mit dem legendären Johan Cruyff ließen die Belgier kein Gegentor zu und scheiterten punktgleich nur aufgrund der Tordifferenz. Dies blieb für Goethals stets ein Grund für große persönliche Genugtuung.
1976, in seinem Abschiedsjahr als Nationaltrainer, gelang ihm noch der Vorstoß ins Viertelfinale der Europameisterschaft 1976, wo sich die Roten Teufel aber diesmal den Niederlanden klar geschlagen geben mussten.

### Vereinstrainer
Nachdem er in der Nationalmannschaft seinen Platz für Guy Thys geräumt hatte, heuerte er noch 1976 beim Spitzenverein und amtierenden Sieger im europäischen Pokalsiegerwettbewerb, dem RSC Anderlecht, an. Bis zum Saisonende führte er die Brüsseler erneut in das Finale des Europapokals der Pokalsieger, wo der RSC auf den Hamburger SV traf. Treffer von Georg „Schorsch“ Volkert und Felix Magath in den letzten 12 Minuten für die von Kuno Klötzer trainierten Hanseaten verhinderten aber, dass zum zweiten Mal ein Europapokal in belgischen Besitz ging. Im Jahr darauf qualifizierte sich Anderlecht als dem Meister unterlegener belgischer Pokalfinalist für den europäischen Pokalsiegerwettbewerb. Im Achtelfinale gelang dem um Spieler wie Rob Rensenbrink, Arie Haan und François Van der Elst formierten Team beim HSV der Sieg. Beim erneuten Finaleinzug der Belgier hatte diesmal FK Austria Wien keine Chance und unterlag klar mit 0:4. Anderlecht gelang damit auch als einzigem Verein dreimal hintereinander der Einzug in das Finale des Europapokals der Pokalsieger.
Doch auch in seinem anschließenden dritten Jahr beim Verein wurde Anderlecht nur Vizemeister. Nachdem er sich in den ersten beiden Jahren dem seinerzeit vom „Weltmeister der Trainer“ Ernst Happel geführten KV Brügge geschlagen geben musste, gewann im dritten Jahr der SK Beveren seine erste Meisterschaft.
1979 ging Goethals schließlich für ein Jahr nach Frankreich zu Girondins Bordeaux, wo er Luis Carniglia, der mit Real Madrid als Trainer 1958 und 1959 zwei Landesmeistereuropapokale holte, im Amt beerbte, und zog anschließend weiter nach Brasilien, wo er 1981 mit dem FC São Paulo die damals noch hoch im Kurs stehende Staatsmeisterschaft von São Paulo gewann. Goethals wurde damit zum bislang einzigen europäischen Trainer, der einen bedeutenden Erfolg in Brasilien verbuchen konnte.

### Skandal in Lüttich
Auch seine nachfolgende von 1981 bis 1984 andauernde Tätigkeit bei Standard Lüttich wurde mit Titeln belohnt. Bereits im ersten Jahr gelang ihm mit der Mannschaft, bei der Torhüter Michel Preud’homme, Arie Haan und Eric Gerets zu den herausragenden Akteuren zählten, umgehend der dritte Einzug ins europäische Pokalsiegerfinale – ein Rekord für Trainer –, wo diesmal aber der FC Barcelona eine zu hohe Hürde war. Zum 2:1-Sieg der Katalanen in deren eigenem Stadion, dem Camp Nou, steuerte der Ex-Mönchengladbacher Allan Simonsen das Siegtor bei. 1982 gewann er auch die Belgische Meisterschaft, einen Titel, den er im Jahr darauf verteidigen konnte.
Im Februar 1984 eröffnete sich aber ein unrühmliches Kapitel für Goethals und Standard Lüttich. Ein Bericht des Untersuchungsrichters Guy Bellemans zeigte eine Urkundenfälschung von Goethals im Zusammenhang mit einem von ihm mitinitiierten Plot auf Spieler des Gegners vor dem letzten und meisterschaftsentscheidenden Saisonspiel 1982/82 gegen THOR Waterschei, einem Vorgängerverein des heutigen KRC Genk, zu bestechen, begangen zu haben. Damit sollte auch das Verletzungsrisiko vor dem bevorstehenden Europapokalfinale gegen Barcelona minimiert werden. Goethals' Position beim Verein war damit nicht mehr haltbar und bereits im März saß er nicht mehr auf der Bank.
Der in Belgien wegen des dort Bellemanns-Affäre genannten Bestechungsskandals gesperrte Goethals übernahm in der Saison 1984/85 kurzfristig ein Engagement beim portugiesischen Erstligisten Vitória Guimarães.
Nachdem diese unsägliche Episode nicht mehr im Vordergrund stand, kehrte er nach Belgien zurück und trainierte ab 1985 für zwei Jahre Racing Jet Brüssel, der 1988 zu Racing Jet Wavre mutierte. 1987 durfte er erneut auf der Bank von Anderlecht Platz nehmen. Er nutzte die Gelegenheit, seine Reputation zu erneuern und gewann in den folgenden Jahren zweimal den Pokal. Dies verschaffte ihm ein zweites Engagement bei Girondins Bordeaux, wo er mit der Vizemeisterschaft 1989/90 einen beachtlichen Erfolg verbuchen konnte und womit sich der nunmehr bereits 69-jährige Coach, dessen kurzfristiger Nachfolger bei Bordeaux der deutsch-franzose Gernot Rohr wurde, eigentlich in den Ruhestand verabschieden wollte.

### Später Karrierehöhepunkt in Frankreich
Im Dezember 1990 wurde er von Bernard Tapie, dem Präsidenten von Olympique Marseille, als Nothelfer und Nachfolger von Franz Beckenbauer, der zum Sportdirektor hochkomplimentiert wurde, bis zum Saisonende verpflichtet. Raymond Goethals enttäuschte nicht. Ihm gelang nicht nur die Titelverteidigung in der französischen Landesmeisterschaft, sondern darüber hinaus der Einzug in das Finale des Europapokals der Landesmeister 1990/91. Dort musste „OM“ aber noch Roter Stern Belgrad im Elfmeterschießen beigeben.
Der erfolgsgewohnte Jugoslawe Tomislav Ivić wurde Nachfolger des Belgiers, doch dieser hatte in Marseille keine glückliche Hand. Schon im November 1991 wurde Goethals erneut an die Côte d’Azur geholt. Ihm gelang hier nicht nur die erneute Titelverteidigung in der Meisterschaft und 1993 gar die Vollendung eines Meisterschafts-Hattricks, sondern er verbuchte nun auch den größten Erfolg seiner Karriere. Mit dem Gewinn der erstmals so genannten Champions League 1993 durch einen 1:0-Finalsieg im Münchner Olympiastadion gegen den Titelverteidiger AC Mailand, der Spieler wie Marco van Basten, Frank Rijkaard, Franco Baresi und Paolo Maldini in seinen Reihen zählte, holte er den bislang einzigen großen Europapokal nach Frankreich. Er ist zugleich mit knapp 72 Jahren der bislang älteste Trainer, dem dieser Erfolg jemals gelang.
Zu den herausragenden Spielern dieser Ära von Marseille zählten der mehrfache Torschützenkönig Jean-Pierre Papin, der den Verein 1992 gen Mailand verließ, Torwart Fabien Barthez, Marcel Desailly, Rudi Völler, Abédi Pelé und Didier Deschamps. Letztlich wurde Olympique Marseille aber infolge eines unrühmlichen Bestechungsskandals die Meisterschaft von 1993 wieder aberkannt. Für den Verein folgte der Zwangsabstieg und Präsident Tapie landete sogar im Gefängnis, doch Raymond Goethals wurde diesmal in keiner Weise beschuldigt.

### Letzte Jahre
1993 kehrte Goethals noch einmal zum RSC Anderlecht zurück, wo er als Sportdirektor fungierte. Unter Trainer Johan Boskamp erreichte der Verein in den nächsten beiden Jahren zwei Meisterschaften. In der Saison 1995/96 nahm Raymond Goethals noch einmal kurzfristig selbst als Nothelfer auf der Bank, die sein Leben war, Platz. Im Alter von 75 Jahren zog er sich schließlich endgültig vom aktiven Fußball zurück, er blieb dem Sport aber als Analytiker im Fernsehen erhalten.
Raymond Goethals erreichte in Belgien legendären Status. Sein uriger Brüsseler Akzent sowie sein Usus Spielernamen häufig falsch auszusprechen trugen zu seinem volkstümlichen Image bei. „Die Wissenschaft“ selbst nannte man ihn, Raymond la Science, und „Hexenmeister“. Die immer glimmende Zigarette im Mundwinkel war das Markenzeichen des „Gottvaters des belgischen Fußballs.“ Trotz alldem, darf in einer Nachbetrachtung ein Verweis auf seinen beträchtlichen Anteil an der Bellemanns-Affäre, ein Skandal der den belgischen Fußball seinerzeit in seinen Grundfesten erschütterte, nicht außer Acht gelassen werden.
Raymond Goethals starb am 6. Dezember 2004 in seiner Heimatstadt Brüssel im Alter von 83 Jahren an Darmkrebs.

## Statistische Zusammenfassung
| 1956–1957 | RFC Hannutois                                   | −                                                             |
| 1957–1959 | RS Waremme FC                                   | −                                                             |
| 1959–1966 | KVV St. Truiden                                 | −                                                             |
| 1966–1968 | Belgische Nationalmannschaft (Assistenztrainer) | −                                                             |
| 1968–1976 | Belgische Nationalmannschaft                    | −                                                             |
| 1976–1979 | RSC Anderlecht                                  | 1978 Europapokal der Pokalsieger                              |
| 1979–1980 | Girondins Bordeaux                              | −                                                             |
| 1980–1981 | FC São Paulo                                    | 1981 Staatsmeisterschaft von São Paulo                        |
| 1981–1984 | Standard Lüttich                                | 1982¹, 1983 Belgischer Meister                                |
| 1984–1985 | Vitória Guimarães                               | −                                                             |
| 1985–1987 | Racing Jet Brüssel                              | −                                                             |
| 1987–1989 | RSC Anderlecht                                  | 1988, 1989 Belgischer Pokalsieger                             |
| 1989–1990 | Girondins Bordeaux                              | −                                                             |
| 1990–1993 | Olympique Marseille                             | 1991, 1992, 1993² Französischer Meister 1993 Champions League |
| 1995–1996 | RSC Anderlecht                                  | −                                                             |

¹ Nach einigen Quellen wurde Standard Lüttich der Titel von 1982 aberkannt. Der belgische Fußballverband führt diesen jedoch weiterhin in seinen Listen
² Der Meistertitel von 1993 wurde dem Verein offiziell aberkannt.